# Romange
Romange är en kommun i departementet Jura i regionen Bourgogne-Franche-Comté i östra Frankrike. Kommunen ligger i kantonen Rochefort-sur-Nenon som tillhör arrondissementet Dole. År 2022 hade Romange 214 invånare.

## Befolkningsutveckling
Antalet invånare i kommunen Romange
Referens:INSEE